# هيرنان جاسن
هيرنان جاسن (بالإسبانية: Hernán Jasen)‏ مواليد 4 فبراير 1978 في باهيا بلانكا، الأرجنتين، هو لاعب كرة سلة أرجنتيني بدأ مسيرته الاحترافية في سنة 1995 يلعب في دوري كرة السلة الوطني الأرجنتيني. مثّل منتخب بلاده. شارك في مسابقة كرة السلة في الألعاب الأولمبية الصيفية.

## فرق لعب لها
- سي بي إستوديانتس
- نادي إشبيلية لكرة السلة

## الميداليات
| الميدالية | المسابقة                             |
| --------- | ------------------------------------ |
| فضية      | بطولة أمم الأمريكتين لكرة السلة 2005 |
| ذهبية     | بطولة أمم الأمريكتين لكرة السلة 2011 |

## روابط خارجية
- هيرنان جاسن على موقع الاتحاد الدولي لكرة السلة (الإنجليزية)
- هيرنان جاسن على موقع الدوري الأوروبي لكرة السلة (الإنجليزية)
- هيرنان جاسن على موقع الدوري الإسباني لكرة السلة (الإسبانية)
- هيرنان جاسن على موقع كرة السلة الأوروبية.كوم (الإنجليزية)
- هيرنان جاسن على موقع ريلجم (الإنجليزية)
- هيرنان جاسن على موقع بروبوليرز (الإنجليزية)
- هيرنان جاسن على موقع سبورتس رفرنس (الإنجليزية)
- هيرنان جاسن على موقع أوليمبيديا (الإنجليزية)